# Rüdiger Seger
Rüdiger Seger (* 29. Januar 1968) ist ein deutscher Schachspieler.

## Leben
Beim 16. Turm-Open in Lippstadt 1997 war er punktgleich Erster mit Lev Gutman und Sebastian Siebrecht. 1998 gewann er das 2. Karl-Mala-Gedenkturnier in Griesheim. Die nordrhein-westfälische Einzelmeisterschaft konnte er 1998 und 2001 gewinnen.
In der höchsten deutschen Spielklasse, der Schachbundesliga, spielte er zum ersten Mal in der Saison 1992/93, und zwar für den Bielefelder SK. In der Saison 1993/94 spielte er für die SF Dortmund-Brackel. Ende der 1990er-Jahre spielte er erst für Zugzwang Minden, dann für den SV GW Frankfurt. Seine nächste Saison in der Bundesliga war die Saison 2000/01, in der er für den Godesberger SK spielte und wie seine Mannschaftskollegen Ferenc Langheinrich und Thomas Jackelen eine Norm für den Titel Internationaler Meister erzielte. Von der Saison 2007/08 bis zur Saison 2016/17 spielte er in der Bundesliga für die SG Trier, seitdem spielt er wieder für den Godesberger SK. In der britischen Four Nations Chess League tritt Seger für die Mannschaft von Chess.com Manx Liberty an, bei Betriebssportmeisterschaften spielt er für die Bonner Mannschaft der Deutschen Post AG.
Seit November 2002 trägt Rüdiger Seger den Titel Internationaler Meister.